# Гитарный вырез

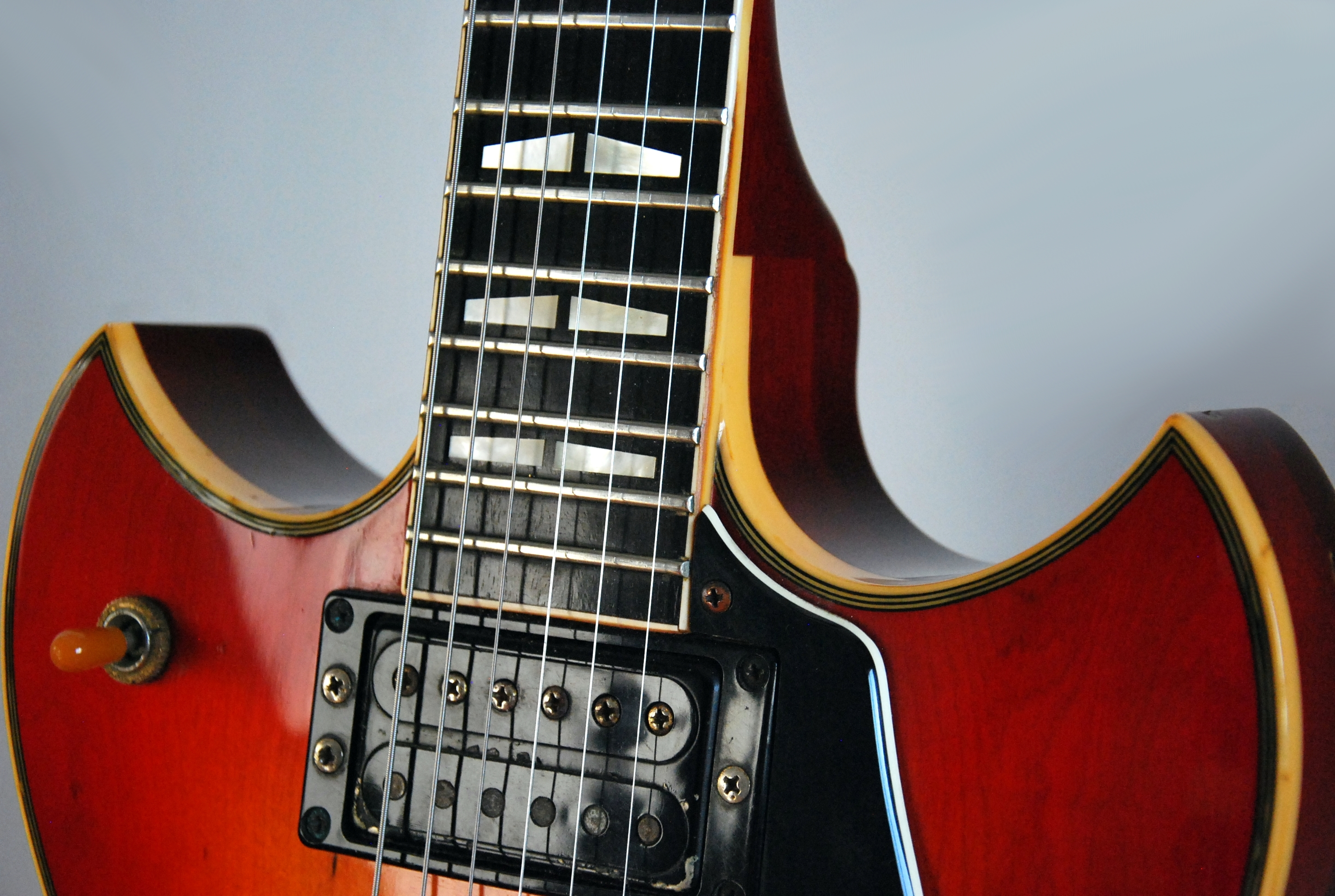
Гитара Yamaha SG1000 с двойным вырезом

Вы́рез (ка́тавей, англ. cutaway) в конструкции гитары — это углубление в верхней части корпуса гитары, прилегающей к грифу, предназначенное для облегчения доступа к верхним ладам.
Изучение вопросов, связанных с такой формой корпуса, важно главным образом при создании акустических и полуакустических гитар; в свою очередь цельнокорпусные электрогитары почти всегда имеют либо хотя бы один вырез, либо такую форму корпуса (например, гитара Flying V), что он не заслоняет область верхних ладов.
Некоторые производители обозначают модели инструментов с вырезом, используя суффикс C, например Gibson L5C или Maton CW80C.

## Типы
Существует два основных типа вырезов: венецианский и флорентийский. Венецианский вырез имеет закруглённую форму, а флорентийский — более резкую. Термины, вероятно, берут свое начало в Gibson Guitar Corporation и, вероятно, не отражают историческую практику изготовления инструментов во Флоренции и Венеции. Менее распространенным третьим типом является «квадратный» (squared-off) вырез, используемый на гитаре Selmer-Maccaferri и некоторых гитарах с нейлоновыми струнами.
Встречаются и модели гитар с вырезом «triple cutaway»: созданная в 1960 компанией EKO модель 700 «напоминала произведения искусства Сальвадора Дали».

## Количество
Инструменты только с нижним вырезом, обозначаются как гитары с единственным вырезом (single cutaway), а инструменты с верхним и нижним — гитары с двойным вырезом (double cutaway). Эти термины иногда сокращаются до «single cut» (например, в названии модели электрогитары «PRS Singlecut», производимой компанией Paul Reed Smith) или до «double cut». Если оба выреза являются одинаковыми, то они могут обозначаться словами «equal cutaway», «twin cutaway», если вырезы различаются или смещены относительно друг друга, то это обозначается как «offset cutaway».
Наряду с широким распространением нижнего выреза, множество инструментов имеют и верхний вырез, иногда меньший, чем нижний, или примерно одинакового размера. Такая форма чаще встречается у электрогитар, так как уменьшение размера корпуса в результате создания двойного выреза может нанести ущерб качеству звука акустической гитары, а на звук электрогитары не влияет. Двойные вырезы позволяют пальцам свободней проходить мимо соединения грифа и корпуса. Кроме того, пуговица крепления ремня на гитарах с двумя вырезами может быть расположена на конце верхнего выступа («рога»), дальше относительно грифа, чем на гитарах без выреза. Это меняет балансировку инструмента при игре с ремнем. Двойной вырез также облегчает левостороннее (перевёрнутое) использование инструментов, не созданных для такого применения. 
В некоторых гитарах Gibson, конструкции с двумя вырезами обозначаются аббревиатурой «DC» после названия модели. Например, Les Paul Studio DC, Les Paul Standard DC, Les Paul Special DC и Les Paul Junior DC. Поскольку под этими именами изначально выпускаются гитары с одним вырезом, то присутствие в названии «DC», «double cut» или «double cutaway» указывает на модификации с двумя вырезами.